# Pindon
Pindon of pindone (ISO-naam) is een anticoagulans dat gebruikt wordt als rodenticide voor de verdelging van knaagdieren (ratten, muizen of konijnen). Het werkt op een gelijkaardige wijze als warfarine, en is giftiger dan warfarine bij eenmalige toediening. In tegenstelling tot warfarine is pindon geen coumarinederivaat maar een indaandionderivaat.
Pindon is een antagonist van vitamine K: het verhindert de vorming van de stollingsfactor protrombine en vertraagt daarmee de bloedstolling. Een dier dat een voldoend grote dosis pindon inneemt zal aan inwendige bloedingen sterven.

## Toxicologie en veiligheid
Ook bij mensen kan een inname van een grote dosis of van herhaaldelijke dosissen aanleiding geven tot hemorragie met fatale gevolgen. De symptomen zijn analoog aan die van warfarine.